# Rue de Lesdiguières
Rue de Lesdiguières je ulice v Paříži v historické čtvrti Marais. Nachází se ve 4. obvodu.

## Poloha
Ulice vede od křižovatky s Boulevard Henri-IV a končí na křižovatce s Rue Saint-Antoine.

## Historie
Ulice byla otevřena v roce 1765 v prostoru po bývalém paláci Lesdiguières, po kterém nese svůj název. Jeho majitel François de Bonne de Lesdiguières (1543–1626) byl konetábl Francie.

## Zajímavé objekty
- dům č. 9: v letech 1819–1820 zde bydlel Honoré de Balzac.